# Paroxygraphis sikkimensis
Paroxygraphis sikkimensis – gatunek z monotypowego rodzaju Paroxygraphis W. W. Smith, Rec. Bot. Surv. India 4: 344. Jan 1913 z rodziny jaskrowatych. Występuje w piętrze alpejskim we wschodniej części Himalajów; w Nepalu i Sikkimie.

## Morfologia
PokrójDrobna bylina z grubym kłączem, z łodygą w postaci głąbika, rzadko rozgałęzioną.
LiścieOdziomkowe skupione w rozetę, o blaszkach skórzastych. Liście różnią się w zależności od płci roślin – te z kwiatami męskimi mają blaszki całobrzegie, eliptyczne do całobrzegich, te z kwiatami żeńskimi mają blaszki szerokojajowate do zaokrąglonych, karbowane lub całobrzegie.
KwiatyJednopłciowe (rośliny dwupienne). Działek kielicha jest 5 i są one trwałe. Płatków korony jest także 5 i są one krótsze od działek.
OwoceNiełupki z krótkim, trójkątnym dzióbkiem i z wyciągniętymi w długie ości bocznymi żyłkami.